# Heimberg (Fischach)
Heimberg ist ein Weiler sowie seit 1972 ein amtlich benannter Gemeindeteil des Marktes Fischach im schwäbischen Landkreis Augsburg in Bayern (Deutschland) und gehört zur Gemarkung Aretsried. Bei der Volkszählung 1987 wurden 27 Einwohner in sechs Wohngebäuden ermittelt. Im Jahr 2006 lag die Einwohnerzahl bei 33.
Bekannt ist Heimberg als Herkunftsort der Familie Mozart.

## Geografie

### Geografische Lage
Der Weiler Heimberg liegt etwa 19 Kilometer südwestlich von Augsburg in den Stauden und ist damit ein Bestandteil des Naturparks Augsburg-Westliche Wälder. Dort befindet er sich südöstlich der Ortschaft Aretsried am Fuße eines Hanges auf einer Höhe von etwa 490 m. ü. NN. Unweit südlich von Heimberg fließt die Schmutter von Südwesten kommend in Richtung Nordosten vorbei. Im Norden erhebt sich der Lohberg (540 m. ü. NN) und im Westen von Heimberg befindet sich der bewaldete Buschelberg (558 m. ü. NN).

### Nachbarorte
| Aretsried 750 m | Reitenbuch 1,5 km | Margertshausen 3,0 km |
|                 | Kompass           |                       |
| Fischach 850 m  |                   |                       |

## Geschichte

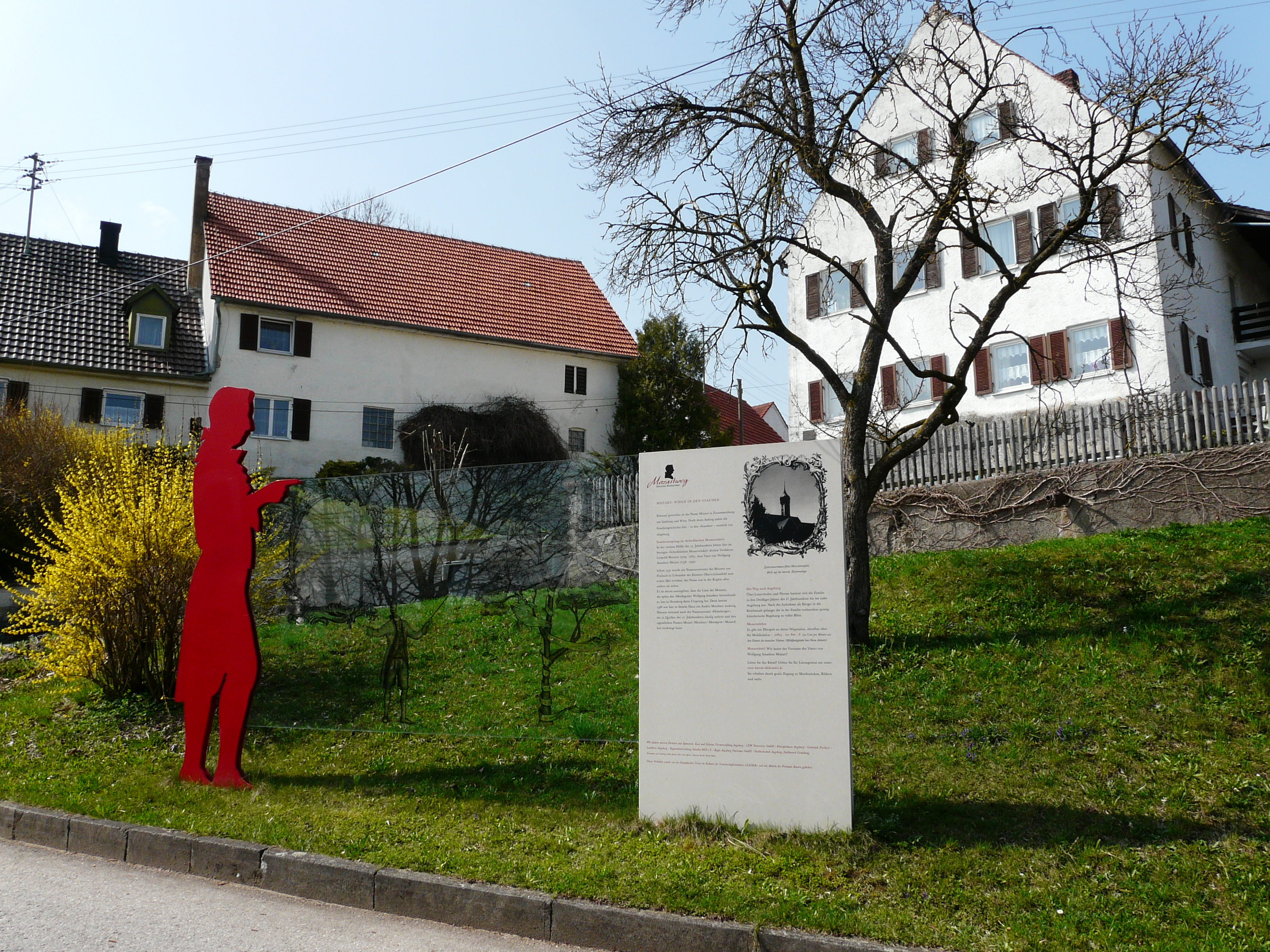
Der Mozart-Hof in Heimberg (rechts im Bild), auch als Mozarthaus bezeichnet, besteht (in stark veränderter Form) immer noch.

Es gibt verschiedene Angaben zur erstmaligen urkundlichen Erwähnung von Heimberg. So datierte der Heimatforscher Wilhelm Wörle die Erstnennung auf das Jahr 1064. Hans-Peter Eckhart beschreibt dieses Datum dagegen in seinem Ortsnamenbuch von Bayern als unsicher und hält ein Schreiben aus dem Jahre 1261 für die erste urkundliche Erwähnung Heimbergs. Darin teilte der Rat der Stadt Augsburg dem Ritter Volkmar von Kemnat mit, dass die Herrin Hagia ihren Hof Haginberge an das Kloster Kaisheim verkauft hatte. Anhand dieser Urkunde konnte auch die Herkunft des Ortsnamens nachvollzogen werden. Im Laufe der Jahrhunderte wandelte sich der Name Haginberge dann in Hainberch (Mitte 14. Jahrhundert) und Hainberg (Mitte 16. Jahrhundert) und nahm schließlich im 18. Jahrhundert seine heute Schreibweise an.
Am 13. Februar 1486 verlieh Abt Johann zu Kaisheim einem Ändris Motzhart dem Jüngeren zu Arnoltzsried (= Andreas Mozart der Jüngere aus Aretsried) Haymperg mitsamt dorf und veldt. Diese Belehnung bildete den Ursprung der später aufkommenden Pferseer und Leitershofer Linie und führte auch dazu, dass die Familie Mozart den Beinamen Heimberger erhielt.
Im Mittelalter befand sich Heimberg im Besitz verschiedener Augsburger Bürger. So kam der Ort – beschrieben als kleines Schloss mit Mühle – im Jahr 1560 zunächst an die Schellenberger. Nach dem Tod des letzten Schellenbergers ging Heimberg an die Grafen von Arco. Mit Aufkommen der Mediatisierung zu Beginn des 19. Jahrhunderts und der anschließenden Neuordnung des bayerischen Königreichs wurde Heimberg dann ein Gemeindeteil von Aretsried. Im Zuge der Kreisreform kam Heimberg schließlich zusammen mit Aretsried am 1. Juli 1972 zur Einheitsgemeinde Fischach.

## Beschreibung
| Jahr | Einwohnerzahl |
| ---- | ------------- |
| 1871 | 32            |
| 1925 | 25            |
| 1950 | 28            |
| 1970 | 33            |
| 1987 | 27            |
| 2006 | 33            |

Die Bebauung von Heimberg ist dörflich geprägt und besteht aus wenigen Hofstellen mit landwirtschaftlichen Nebengebäuden sowie kleineren Wohngebäuden bzw. Einfamilienhäusern.
Als einzige befestigte Straße verläuft die Mozartstraße durch den Weiler und bindet ihn im Westen an die Kreisstraße A2 und im Norden an den Nachbarort Aretsried an. Dort befindet sich auch die nächstgelegene AVV-Haltestelle, die von den Linien 606 und 607 bedient wird.